# トーマス・バイティンク
トーマス・バイティンク（Thomas Buitink, 2000年6月14日 - ）は、オランダ・ネイケルク出身のサッカー選手。フィテッセ所属。ポジションはFW。

## 経歴
2010年からフィテッセのユースチームに所属し、2018年2月11日、フェイエノールト戦でルク・カスタイニョスとの交代途中出場でプロデビューを果たした。

## 代表歴
オランダ代表として各年代でプレーした。

## 所属クラブ
- ヨング・フィテッセ 2015-
- フィテッセ 2018-